# Daniel Nardiello
Daniel Antony Nardiello (født 22. oktober 1982 i Coventry, West Midlands, England) er en engelsk-født walisisk fodboldspiller. Han er søn af den tidligere walisiske fodboldspiller Donato Nardiello.

## Klubkarriere

### Manchester United, udlån Swansea City og Barnsley
Nardiello blev trænet og udviklet på Wolverhampton Wanderers' Akademi, men skrev under på en kontrakt for Manchester United i 1999. Football League Appeals Committee fastslog en pris på 200.000 pund som betaling. Han fik en hurtig fremgang gennem klubbens under-17 og under-19-hold, og han blev professionel den 22. oktober 1999. Han fik sin debut for dem den 5. november 2001 i et 4–0-Worthington Cup-nederlag til Arsenal. I 2002–03-sæsonen spillede han en UEFA Champions League-kamp mod Maccabi Haifa.
Efter at have scoret tolv mål for Manchester Uniteds reserver, blev han sendt udlån til Swansea City i en måned den 24. oktober 2003, hvor han scorede et mål i et Football League Trophy-nederlag til Southend United.
Nardiello brugte den anden halvdel af 2003–04-sæsonen på et lån til Barnsley. Han fik sin debut for Barnsley den 27. januar 2004, hvor han scorede to mål, da de slog Blackpool 3–0 hjemme. Han scorede syv mål i 16 kampe under hans ophold i klubben, før han vendte tilbage til Old Trafford. Efter at han var blevet en favorit blandt Barnsleys fans, tog han igen Oakwell i en hel sæson på udlån i 2004–05-sæsonen. På trods af skader formåede Nardiello stadig at spille 30 kampe og score syv mål.